# Стара Кулатка
Стара Кулатка (рос. Старая Кулатка) — робітниче селище в Старокулаткинському районі Ульяновської області Російської Федерації.
Населення становить 4344 особи. Входить до складу муніципального утворення Старокулаткинське міське поселення.

## Історія
Населений пункт розташований на території українського культурного та етнічного краю Жовтий Клин.
Від 2004 року входить до складу муніципального утворення Старокулаткинське міське поселення.

## Населення
| 1959  | 1970  | 1979  | 1989  | 2002  | 2009  | 2010  |
| ----- | ----- | ----- | ----- | ----- | ----- | ----- |
| 4350  | ↗5193 | ↗5494 | ↗5925 | ↗6075 | ↘5457 | ↗5685 |
| 2012  | 2013  | 2014  | 2015  | 2016  | 2017  | 2018  |
| ↘5589 | ↘5453 | ↘5306 | ↘5146 | ↘5037 | ↘4959 | ↘4878 |
| 2019  | 2020  | 2021  |       |       |       |       |
| ↘4759 | ↘4643 | ↘4344 |       |       |       |       |